# Blue Moon (2025)
Blue Moon ist ein Spielfilm von Richard Linklater aus dem Jahr 2025. Das Drama berichtet von den letzten Tagen im Leben des Liedtexters Lorenz Hart (1895–1943), Mitglied des Broadway-Songwriting-Teams Rodgers und Hart. Die Hauptrolle übernahm Ethan Hawke. Die Weltpremiere erfolgte Mitte Februar 2025 im Rahmen der Internationalen Filmfestspiele Berlin (Berlinale). Ein regulärer Kinostart der amerikanisch-irischen Koproduktion ist für Mai desselben Jahres vorgesehen.

## Handlung
Der Film erzählt vom Niedergang des US-amerikanischen Liedtexters Lorenz Hart, der gemeinsam mit Richard Rodgers (1902–1979) ab den 1920er-Jahren ein berühmten Broadway-Songwriting-Duo bildete. Die Geschichte spielt am Abend des 31. März 1943 im New Yorker Restaurant Sardi’s. An diesem Tag hatte das Musical Oklahoma! Premiere, das Rodgers gemeinsam mit seinem neuen Partner Oscar Hammerstein II entwickelte.

## Entstehungsgeschichte

### Biografisches

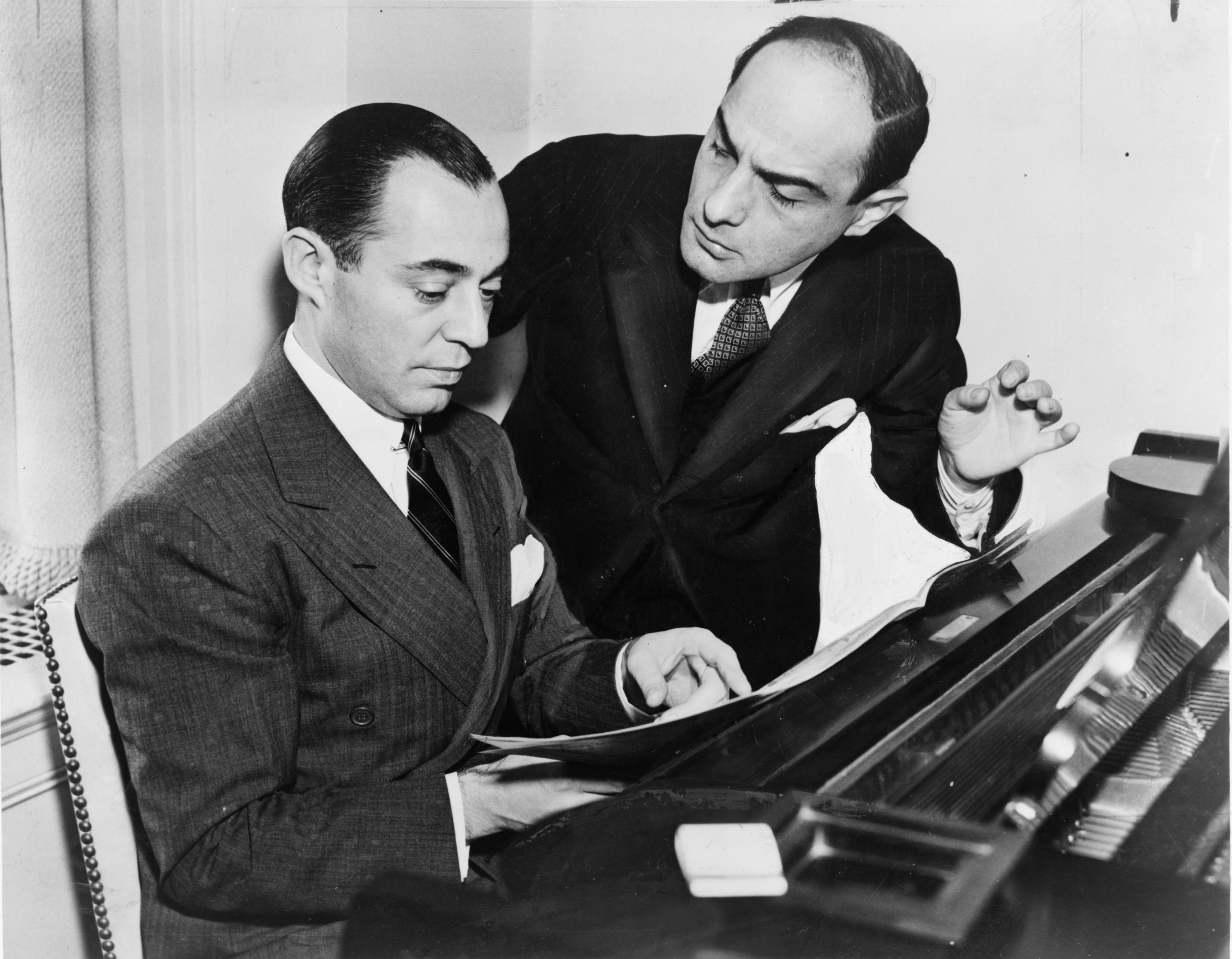
Richard Rodgers am Klavier und Lorenz Hart stehend neben ihm (1936)

Lorenz Hart und Richard Rodgers arbeiten von 1919 bis in die frühen 1940er-Jahre an Musicals zusammen. Hart war für die Texte zuständig, während Rodgers die Musik komponierte. Die gemeinsame Arbeit führte zu 28 Theatermusicals und über 500 Liedern. Zu ihren bekanntesten Werken zählen A Connecticut Yankee (1927), Babes in Arms (1937) und Pal Joey (1940). Die Zusammenarbeit kam durch Harts Alkoholismus und Neurosen über sein körperliches Aussehen (er war kleingewachsen und litt im Alter unter seiner Glatze) zum Erliegen. Auch konnte er seine Homosexualität nicht akzeptieren. Daraufhin begann Rodgers eine Zusammenarbeit mit Oscar Hammerstein II an dem Musical Oaklahoma! (1943). Das Stück galt bei seiner Uraufführung als revolutionär, da es Musik, Liedtexte und Tanz nahtlos in die Erzählung miteinbezog. Damit wurde ein neuer Standard für zukünftige Musicals-Produktionen geschaffen. Der Erfolg, der mit Oaklahoma! einsetzte, machten Rodgers und Hammerstein zu einem der erfolgreichsten Duos in der Geschichte des Musicals. Es folgten Klassiker wie Carousel (1945), South Pacific (1949), The King and I (1951) und The Sound of Music (1959).
Hart schaffte es 1943 neue Texte für eine Wiederaufnahme von A Connecticut Yankee zu verfassen, darunter das Lied To Keep My Love Alive. Ein schwerer Schicksalsschlag war der Tod seiner Mutter im April desselben Jahres, mit der er auch im Erwachsenenalter die meiste Zeit zusammengelebt hatte. Hart starb Ende November 1943 an einer Lungenentzündung in New York. Er ist vor allem für seine technische Virtuosität, Witz und gutmütige Misanthropie in Erinnerung geblieben. So behandelte er das Thema Liebe als Krankheit, was unter anderem in das Lied It’s Got to Be Love mündete. Gemeinsam mit Cole Porter, Ira Gershwin und Oscar Hammerstein wird Hart heute zu den größten Broadway-Liedtextern seiner Generation gezählt.

### Filmproduktion
Blue Moon ist der 23. Langfilm des US-amerikanischen Regisseurs Richard Linklater. Der Titel nimmt Bezug auf ein gleichnamiges Lied des Duos Rodgers und Hart aus dem Jahr 1933. Das Drehbuch verfasste Robert Kaplow, dessen Roman bereits Vorlage für Linklaters preisgekrönten Spielfilm Ich & Orson Welles (2008) war. Die Hauptrolle von Lorenz Hart übernahm Ethan Hawke. Für den US-amerikanischen Schauspieler ist es die insgesamt neunte gemeinsame Zusammenarbeit mit Linklater. Laut dem Regisseur sei Blue Moon ein langgehegtes Wunschprojekt zwischen den Dreien gewesen, an denen sie über zehn Jahre zusammengearbeitet hätten. Weitere Schauspielrollen übernahmen unter anderem Margaret Qualley, Bobby Cannavale und Andrew Scott. Qualley, eine Bekannte Hawkes und gleichzeitig eine Bewunderin von Linklaters Langzeitstudie Boyhood (2014), hatte eigenen Angaben zufolge bereits zehn Jahre zuvor ein Casting des Regisseurs besucht, mutmaßlich für Everybody Wants Some!! (2016).
Die Dreharbeiten fanden über den Sommer 2024 im irischen Dublin statt. Dabei vertraute Linklater bei Kamera und Schnitt auf seine langjährigen Weggefährten Shane F. Kelly und Sandra Adair.
Der Film, eine Produktion der Gesellschaften, Detour Pictures und Renovo Media Group, wurde von Linklater, Mike Blizzard und John Sloss produziert. Finanziell unterstützt wurde das Projekt von Sony Pictures Classics und den Firmen Wild Atlantic Pictures, Under The Influence and Cinetic Media.

## Veröffentlichung und Rezeption
Blue Moon wurde am 18. Februar 2025 im Hauptwettbewerb der 75. Berlinale uraufgeführt. Im internationalen Kritikerspiegel des britischen Branchenmagazins Screen International erhielt der Film 2,8 von 4 möglichen Sternen und belegte unter allen gezeigten 21 Wettbewerbsfilmen einen Platz im vorderen Drittel.
Auf der Website Metacritic erhielt Blue Moon eine Bewertung von 71 von 100 möglichen Punkten, basierend auf mehr als einem halbes Dutzend ausgewerteten englischsprachigen Kritiken. Dies wird als „grundsätzlich positive Bewertungen“ („generally favorable“) eingestuft. Auch die Website Rotten Tomatoes fasste den Konsens der englischsprachigen Filmkritik mehrheitlich positiv zusammen. Von den nach der Premiere aufgeführten über einem Dutzend Kritiken sind 94 Prozent positiv („fresh“) und führten zu einer Durchschnittswertung von 7,1 von 10 möglichen Punkten..
In den USA erhielt der Film von der Motion Picture Association (MPAA) ein R-Rating, was einer Freigabe ab 17 Jahren entspricht.
Ein regulärer Kinostart ist im Mai 2025 im Verleih von Sony Pictures Classics vorgesehen.

## Auszeichnungen

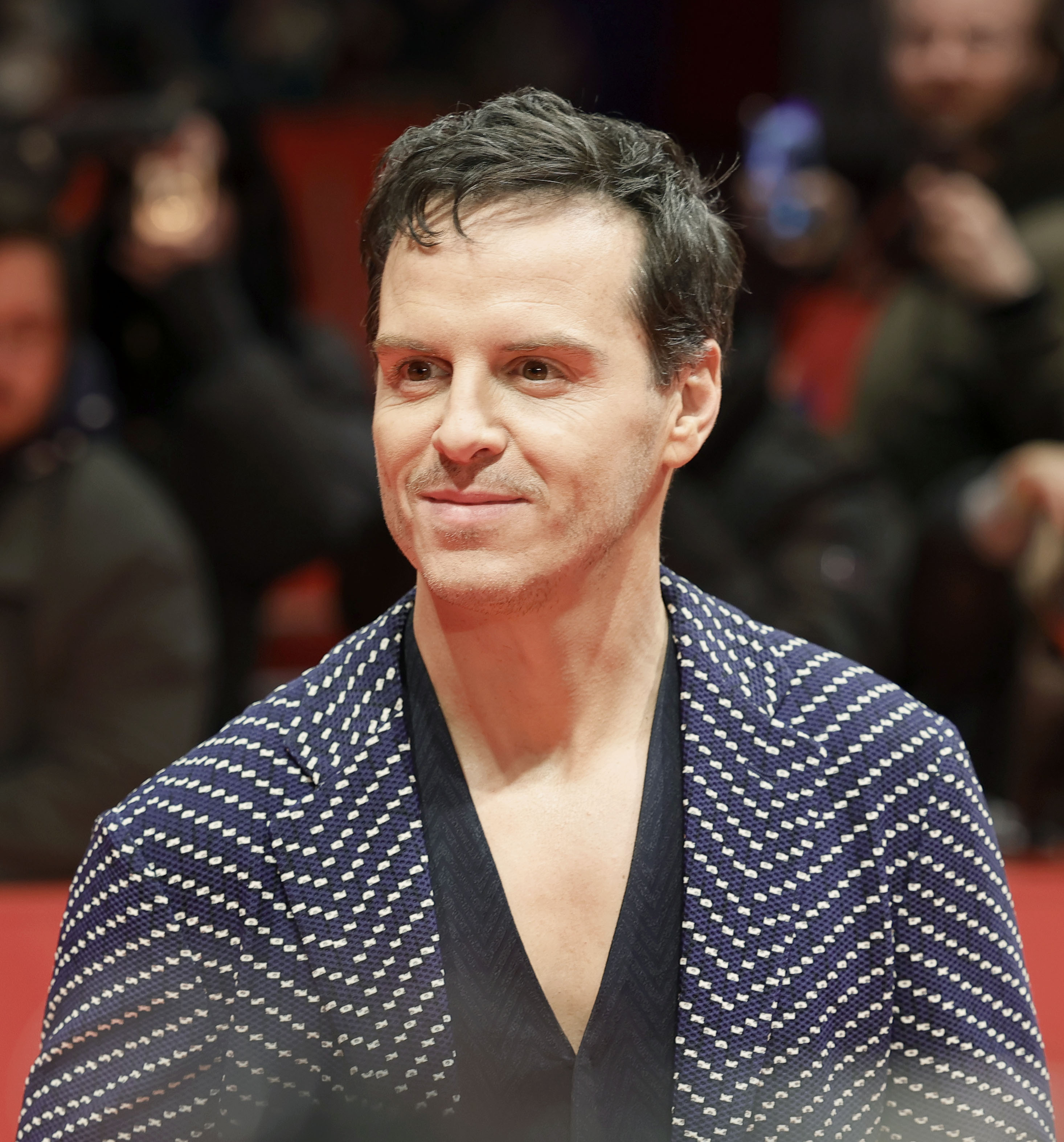
Andrew Scott bei der Präsentation des Films auf der Berlinale

Für Blue Moon erhielt Richard Linklater nach 1995, 2004 und 2014 seine dritte Einladung in den Wettbewerb um den Goldenen Bären, den Hauptpreis der Berlinale. Dort wurde Andrew Scott mit dem Silbernen Bären für die beste Nebenrolle ausgezeichnet.